# Paul Goldsmith
Pour les articles homonymes, voir Goldsmith.
Paul Goldsmith est un pilote motocycliste et automobile américain né le 2 octobre 1925 à Parkersburg (Virginie-Occidentale) et mort le 6 septembre 2024 à Munster (Indiana).

## Biographie
Paul Edward Goldsmith naît le 2 octobre 1925 à Parkersburg en Virginie-Occidentale. 

### Carrière
Paul Goldsmith court à moto dès la fin des années 1940 et remporte notamment les 200 Miles de Daytona en 1953 au guidon d'une Harley Davidson. En 1956, il se convertit au sport automobile, participant tout d'abord aux courses de NASCAR, catégorie dans laquelle il remporte le championnat en 1961. Il s'est également illustré en IndyCar, participant à six reprises aux 500 miles d'Indianapolis de 1958 à 1963, s'adjugeant la troisième place de l'épreuve en 1960. En 1964, après avoir mis fin à ses activités sportives, il oriente sa carrière vers l'aviation civile, principalement aux commandes d'un Cessna 421.
Il était, depuis le 8 avril 2023 et la mort de Kenneth McAlpine, le doyen des pilotes de Formule 1.

### Mort
Paul Goldsmith meurt « doyen des pilotes de Formule 1 » le 6 septembre 2024 à l’âge de 98 ans à Munster en Indiana.